# 查理·埃伯索尔
查理·埃伯索尔（英語：Charlie Ebersol；1982年12月30日—），是美国的一名影视制作人。埃伯索尔为The Company的创始人和CEO，并为USA電視台节目《NFL Characters Unite》和CNBC节目《The Profit》的首席制作人。
2012年，埃伯索尔被《好莱坞报道》列为真人实境秀50大制作人（Reality Television’s 50 Most Powerful Producers）之一。

## 早年生活
查理·埃伯索尔出生于康涅狄格州的托灵顿，是演员苏珊·圣琼·詹姆斯和迪克·埃伯索尔的儿子。
埃伯索尔以电影、电视和戏剧学士毕业于圣母大学。

## 飞机失事
2004年11月28日，埃伯索尔一家乘坐私人喷气式飞机时遭到了飞机失事。
查理拯救了自己的父亲，但查理的弟弟泰迪·埃伯索尔和飞机飞行员在事故中死亡。
查理在事故中伤到了后背、眼睛、腰部和手臂，胳膊亦烧伤。

## 早期事业
2006年在圣母大学学习期间，埃伯索尔制作了第一部纪录片，名为：“Ithuteng: Never Stop Learning” 影片获得了评论的好评，并赢得了多伦多电影节的首个OneXOne奖，促使奥普拉·温弗里捐款114万美元给Ithuteng希望学校。
埃伯索尔亦于2006年制作过一部记录奥林匹克运动员肖恩·怀特赢得金牌后生活的纪录片，名为“Don't Look Down”。并制作了一部有关圣母玛利亚修女学校足球的影片“Tradition Never Graduates”。

## 私人生活
埃伯索尔为玛丽亚·莎拉波娃、蘇菲亞·布希、布兰妮·斯皮尔斯的前男友。